# Cocamide
La cocamide est un mélange d'amides d'acides gras obtenus à partir d'huile de noix de coco.
Comme l'huile de coco contient environ 50 % d'acide laurique, dans les formules seules les chaînes en C12 ont tendance à être considérées. Par conséquent, la formule de la cocamide peut être écrite CH3(CH2)10CONH2, bien que le nombre réel d'atomes de carbone dans les chaînes varie.
La cocamide est utilisée dans le domaine cosmétique (shampoing, produit pour la peau, etc.) pour ses propriétés tensioactives : elle est utilisée comme agent émulsifiant et agent de contrôle de la viscosité.